# セックス・アンド・ザ・バディ
『セックス・アンド・ザ・バディ』（英: I Think I Love My Wife）は、2007年のアメリカ合衆国のロマンティック・コメディ映画。1972年のエリック・ロメール監督のフランス映画『愛の昼下がり』のリメイクで、クリス・ロックが監督・製作・脚本・主演を務めた。「9デイズ」に続き、クリス・ロックとケリー・ワシントンの2回目の共演作品となった。

## ストーリー
マンハッタンの金融関係に勤め、郊外で妻のブレンダと2人の子供に囲まれた幸せな中流家庭を築いているリチャード。しかし妻はもう女ではなく母親として生活しているため、リチャードはセックスレスに悩んでいた。そんなある日、リチャードの前に、友人の元恋人でずっと憧れの存在だったニッキーが、就職先を相談したいとやってきたのだ。相談に乗りながら、セックスレスの欲求不満も重なり、ニッキーへの妄想を膨らませてしまうリチャード。そして、現実に2人は急接近していくのだが、彼女に呼ばれ、元彼の部屋まで付いていってしまった彼は会社の重要なプレゼンテーションに遅れてしまい、このことを受けリチャードはブレンダとニッキーの間で揺れ動くのだった。

## キャスト
- リチャード - クリス・ロック（小森創介）
- ブレンダ - ジーナ・トレス（華村りこ）
- ニッキー - ケリー・ワシントン（安藤麻吹）
- ジョージ - スティーヴ・ブシェミ（龍田直樹）
- 白人のラッパー - GQ

## 制作
当初はチャールズ・ストーン3世が監督する予定だったが、脱退した。
インドのムンバイを拠点としていたUTVモーション・ピクチャーズはこの作品の共同制作を行い、アメリカ市場に参入した。

## 評価
映画は一般的に否定的な評価を受けた。Rotten tomatoesでは、サイト側が「クリス・ロックのコメディの本能が消えており、女性の性格がこの不平等なセックスに関する茶番、国内のドラママッシュアップでは不十分すぎる」と評した。
公開直後の週末に5百万ドルの利益を上げ、 この映画は最終的に世界中で1300万ドルの収入を得た。